# 黄岩蜜橘

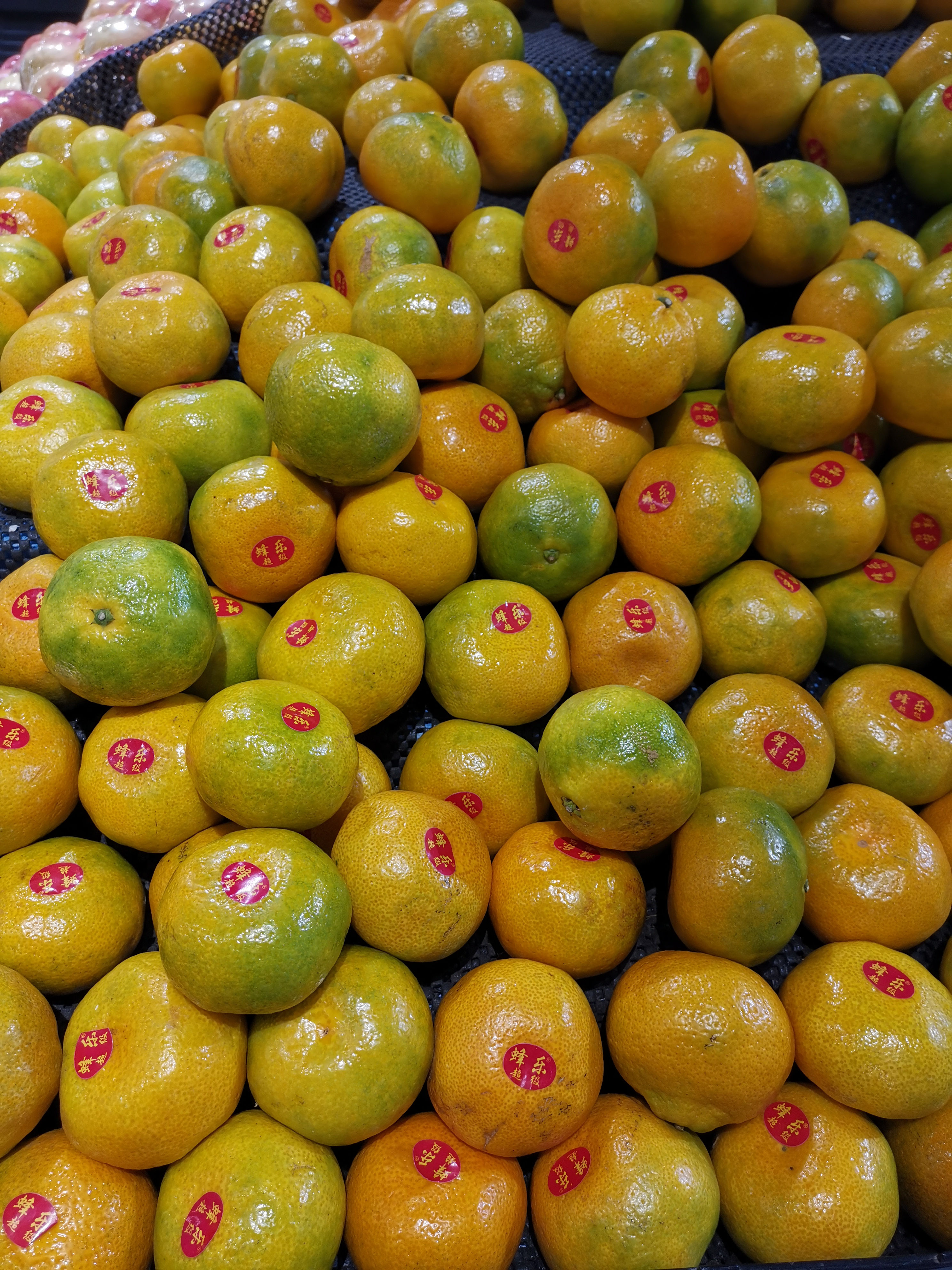
浙江台州黄岩蜜橘“早橘”品种

黄岩蜜橘，又称黄岩蜜桔，是宽皮柑橘，主产于中华人民共和国浙江省台州市黄岩区。

## 特点
黄岩蜜橘的主要产区东临东海，其余三面环山，属亚热带海洋性气候，无霜期270天。当地橘农采用筑墩方法，使树根远离盐层，柑橘栽培在最初的澄江上游，逐步扩展到河滩等地，培育出早橘、摱橘、朱红橘、乳橘、金橘等品种。其中朱红橘又名大红袍，古称朱柑，其与乳橘的栽培历史均为1300年左右。果形扁圆，顶微凹。果肉鲜黄柔嫩、甜酸适中，每年10月中旬上市。当地有黄岩柑橘研究所培育优良品种，黄岩当地拥有100多个柑橘品种品系，是中国产橘最多的地区之一。2003年，获中国地理标志产品保护。2007年，黄岩蜜橘获得地理标志证明商标，由台州市黄岩区果品产销协会申请（注册号6112594）。